# Vojaški ordinariat Indonezije
Vojaški ordinariat Indonezije je rimskokatoliški vojaški ordinariat, ki je vrhovna cerkveno-verska organizacija in skrbi za pripadnike oboroženih sil Indonezije.
Sedež ordinariata je v Džakarti.

## Škofje
- Albert Soegijapranata (1949 - 23. julij 1963)
- Justinus Darmojuwono (8. julij 1964 - 1983)
- Julius Riyadi Darmaatmadja (28. april 1984 - 2. januar 2006)
- Ignatius Suharyo Hardjoatmodjo (2. januar 2006 - danes)